# Melissodes labiatarum
Melissodes labiatarum là một loài Hymenoptera trong họ Apidae. Loài này được Cockerell mô tả khoa học năm 1896.